# جايسون فيتزسيمونز
جايسون فيتزسيمونز هو لاعب هوكي الجليد كندي، ولد في 3 يونيو 1971 في ريجاينا في كندا.

## وصلات خارجية
- جايسون فيتزسيمونز على موقع دوري الهوكي الوطني (الإنجليزية)
- جايسون فيتزسيمونز على موقع EliteProspects.com (الإنجليزية)
- جايسون فيتزسيمونز على موقع HockeyDB.com (الإنجليزية)